# Càndid Ballart Martinez
Càndid Ballart i Martinez (Manlleu, 15 de setembre de 1992) conegut amb el sobrenom de "Ditu" és un jugador professional d'hoquei sobre patins. Actualment és porter del Reus Deportiu i ha debutat amb la selecció nacional absoluta d'Espanya.